# 3 Étoiles, 36 Chandelles
Pour plus de détails, voir Fiche technique et Distribution.
3 Étoiles, 36 Chandelles (Snowball Express) est un film américain réalisé par Norman Tokar, sorti en 1972.
Le film suit Johny Baxter, simple employé new-yorkais, qui hérite d'un hôtel situé au beau milieu des Montagnes Rocheuses. Saisissant cette opportunité inespérée de changer de vie, il plaque immédiatement son boulot et Big Apple et emmène toute sa petite famille s'installer dans le Colorado. Tout se complique, quand, débarquant à la montagne, il découvre, en guise de nouveau départ, un hôtel en ruine.

## Synopsis
Johnny Baxter est à son travail lorsqu'un avocat spécialisé dans les successions lui annonce que son oncle, Jacob Barnesworth, récemment décédé, lui a laissé la propriété exclusive du lucratif Grand Imperial Hotel dans la ville fictive de Silver Hill, dans le Colorado. Barnesworth prétend que l'hôtel rapporte plus de 14 000 dollars par mois. Baxter considère cela comme une opportunité en or et démissionne de son poste. Il déménage sa famille dans le Colorado pour devenir propriétaire de l'hôtel. Il s'agit d'un bâtiment immense mais délabré, sans chauffage, où vit dans la remise un vieil homme haut en couleur, Jesse McCord. Ce dernier propose ses services en tant que barman, mais Baxter lui confie le poste de groom. Wally Perkins, le mécano local, explique que le Grand Imperial est situé sur un immense terrain. Baxter réalise qu'ils peuvent transformer l'hôtel en station de ski.
Baxter tente de trouver un financement pour ses projets. Le banquier local Martin Ridgeway se montre très intéressé par l'idée de Baxter, mais propose également d'acheter le pavillon, soi-disant pour le transformer en école de garçons. Baxter refuse. Ridgeway refuse donc de lui accorder un prêt, estimant qu'il représente un mauvais risque de garantie et soulignant spécifiquement que Baxter n'a aucune expérience en matière de gestion d'hôtel ou de restaurant. Baxter rencontre un banquier sympathique, M. Wainwright, dans une station de ski. Baxter prétend être un skieur passionné et Wainwright l'emmène sur une piste de diamants noirs appelée Nightmare Alley. Baxter finit par s'écraser contre un arbre.
Pendant que Baxter se remet, Ridgeway lui remet un chèque de 3 000 $. Baxter commence à dresser une liste de réparations pour le pavillon. Pendant ce temps, Wally travaille avec McCord pour réparer le chauffe-eau. Le chauffe-eau explose, faisant un trou dans le mur de la cuisine. Le chèque de Ridgeway couvre la réparation, mais ne laisse rien pour le remonte-pente que Baxter avait en tête. McCord sort un vieux moteur d'âne de la naphtaline, y attache une corde et le propose comme remonte-pente de fortune. Lorsque Wally dynamite une souche d'arbre, l'explosion déclenche une avalanche, bloquant le passage d'un train transportant plusieurs centaines de skieurs. Les Baxter transportent rapidement les skieurs vers leur station.
Tout va bien jusqu'à ce que Wally perde l'équilibre et dévale une montagne escarpée en se balançant par-dessus une corniche. En utilisant le moteur de l'âne et une corde pour faire descendre Baxter en bas de la montagne afin de sauver Wally, McCord fait accidentellement glisser le moteur de l'âne en bas de la montagne et traverse l'hôtel. Tous les clients quittent l'hôtel, laissant les Baxter à court d'argent une fois de plus.
Baxter retourne voir Ridgeway, lui demandant une prolongation de son prêt, ce que Ridgeway refuse. Baxter remarque un panneau pour la course de motoneige de Silver Hills, dont le premier prix est de 2 500 $. Baxter décide de participer à la course, avec McCord comme partenaire. La femme de Baxter menace de le quitter à cause de son insouciance et de son obsession. Bien qu'ils soient proches du but, Baxter et McCord perdent la course de justesse.
Ridgeway apporte les papiers de transfert d'acte au lodge pour que Baxter les signe. Après avoir menacé de lancer la procédure de saisie, il propose à Baxter d'acheter le complexe. La secrétaire de Ridgeway, Miss Wigginton, dit la vérité à tout le monde : la propriété comprend plusieurs centaines d'hectares de bois donnés à l'origine aux tribus indiennes locales par Barnesworth, tant que la tribu habitait la terre. Comme la tribu a déménagé ou s'est éteinte, les terres reviennent au domaine. Ridgeway veut acheter le domaine afin d'exploiter le bois. M. McCord ajoute que le terrain sur lequel la ville a été construite a été accordé par Barnesworth à la condition que plusieurs bâtiments soient érigés, dont une bibliothèque. Le fils de Baxter fait remarquer qu'il n'a pas vu de bibliothèque et demande pourquoi le terrain n'est pas revenu à Baxter. Silver Hill est en violation de la concession, ce qui signifie que toute la ville est construite sur un terrain appartenant désormais à Baxter. Ridgeway accepte de prêter à Baxter l'argent nécessaire pour réparer et agrandir la station.

## Fiche technique
- Titre français : 3 Étoiles, 36 Chandelles
- Titre original : Snowball Express
- Réalisation : Norman Tokar
- Scénario : Don Tait, Jim Parker et Arnold Margolin (en) d'après Chateau Bon Vivant de Frankie et John O'Rear
- Musique : Robert F. Brunner
  - Orchestration : Franklyn Marks
  - Montage sonore : Evelyn Kennedy
- Photographie : Frank V. Phillips
- Montage : Robert Stafford
- Décors : Frank R. McKelvy
- Costumes : Emily Sundby
- Production : Ron Miller
- Société de production : Walt Disney Productions
- Société de distribution : Buena Vista Distribution
- Pays :  États-Unis
- Langue : Anglais
- Format : Couleur - Mono - 35 mm - 1.75:1
- Genre : Comédie
- Durée : 93 min
- Dates de sortie : États-Unis : 22 décembre 1972

Sauf mention contraire, les informations proviennent des sources suivantes : Leonard Maltin, Mark Arnold, IMDb

## Distribution
- Dean Jones (VF : Dominique Paturel) : Johnny Baxter
- Nancy Olson (VF : Perrette Pradier) : Sue Baxter
- Harry Morgan (VF : Pierre Tornade) : Jesse McCord
- Keenan Wynn (VF : Jean-Henri Chambois) : Martin Ridgeway
- Johnny Whitaker (VF : Christophe Bruno) : Richard Baxter
- Michael McGreevey : Wally Perkins
- Kathleen Cody (VF : Francine Lainé) : Chris Baxter
- George Lindsey (VF : Jacques Balutin) : Double L. Dingman
- Mary Wickes (VF : Lita Recio) : Miss Wigginton
- David White (VF : Michel Gudin) : M. Fowler
- Dick Van Patten (VF : Albert de Médina) : M. Carruthers
- George Kirkpatrick (VF : Yves Brainville) : M. Wainwright
- Alice Backes : Miss Ogelvie
- Joanna Phillips : Naomi Voight
- John Myhers (VF : Serge Nadaud) : M. Manescue

Source : Leonard Maltin, Dave Smith, Mark Arnold et IMDb

## Sorties cinéma
Sauf mention contraire, les informations suivantes sont issues de l'Internet Movie Database.
- États-Unis : 22 décembre 1972 (Bismarck, Dakota du Nord)
- Royaume-Uni : 12 février 1973
- France : 5 avril 1973
- Australie : 23 août 1973
- Italie : 7 décembre 1973
- Japon : 25 décembre 1973
- Finlande : 5 avril 1974
- Suède : 8 avril 1974
- Hong Kong : 2 janvier 1975
- Mexique : 15 janvier 1976
- Uruguay : 5 juillet 1976 (Montevideo)

## Origine et production
- L'histoire de 3 Étoiles, 36 Chandelles est basée sur le roman Château Bon Vivant (1967) de Frankie et John O'Rear[2]. L'histoire du film Le Pays sauvage (1970) est assez proche de 3 Étoiles, 36 Chandelles alors en production, mais l'humour en moins et avec un autre décor[7].
- Nancy Olson revient dans un film Disney après Smith ! (1969) mais c'est le dernier pour le studio[8]. C'est la troisième et dernière prestation de Johnny Whitaker dans un film Disney avant une émission sur Dracula puis la série Sigmund and the Sea Monsters avec Mary Wickes[8]. David White vient juste d'achever huit saisons dans le rôle d'Alfred Tate dans Ma sorcière bien-aimée et George Lindsey connu pour plusieurs doublages de films d'animation Disney vient de finir la série Mayberry R.F.D., dérivée de The Andy Griffith Show[9]. Kathleen Cody qui a fini de jouer dans la série fantastique et gothique Dark Shadows effectue le premier des trois films de son contrat avec Disney[9]. Dick Van Patten joue dans le premier des huit films qui fait avec le studio Disney tous dans un rôle de méchant[9].
- Le tournage a eu lieu dans les Montagnes Rocheuses dans le Colorado[4]. Il s'est déroulé en hiver avec des températures assez basses au point que Michael McGreevey est tombé malade à cause d'une grippe[9]. La scène de course de motoneiges a été tournée à Crested Butte (Comté de Gunnison) où un décret municipal interdit ce type de véhicule dans la ville mais il a été suspendu durant le tournage[4].

## Sortie et accueil
Le film est sorti au cinéma le 20 décembre 1972.
Il a été édité en vidéo en 1982.

## Analyse
Pour Mark Arnold, 3 Étoiles, 36 Chandelles est un énième film agréable mettant en avant Dean Jones, le studio produisant depuis 1965 un film par an avec l'acteur en vedette mais le prochain ne sortira qu'en 1976. Arnold trouve assez drôle les tentatives de rendre à la mode ces films Disney du début des années 1970 comme la scène où le jeune Richard est envoyé dans sa chambre par ses parents et qu'il rétorque que ses parents vont parler sexe.